# Melavöllur Stadion Reykjavík
Het Melavöllur Stadion Reykjavík is een voormalige ijsbaan in Reykjavík in IJsland. De openlucht-natuurijsbaan is geopend in 1952 en gesloten in 1952. De ijsbaan ligt op 13 meter boven zeeniveau. Op deze ijsbaan is het IJslandse kampioenschappen allround van 1952 georganiseerd.

## Nationale kampioenschappen
- 1952 - IJslandse kampioenschappen schaatsen allround